# The Romance of the Condor Heroes
The Romance of the Condor Heroes (chino tradicional: 神鵰俠侶, chino simple: 神雕侠侣, mandarín: Shén Diāo Xiá Lǚ), es una exitosa serie de televisión china transmitida del 11 de noviembre del 2016 hasta el 9 de diciembre del 2016 por Hunan TV.
La serie estuvo basada en la novela "The Return of the Condor Heroes"  de Jin Yong, con material adicional de su novela anterior, "The Legend of the Condor Heroes".

## Sinopsis
Yang Guo, es el hijo huérfano de Yang Kang, el antagonista de "The Legend of the Condor Heroes", por lo que la pareja Guo Jing y Huang Rong deciden cuidarlo por un corto período de tiempo antes de enviarlo a la Secta Quanzhen en el Monte Zhongnan, para que recibiera una mejor orientación en valores morales y en artes marciales ortodoxas. 
Sin embargo en la secta, Yang Guo a menudo es molestado por sus compañeros y discriminado por su maestro Zhao Zhijing, por lo que decide irse y se aventura sin saberlo cerca de la Tumba de los Muertos Vivientes (en inglés: "Tomb of the Living Dead"), donde se encuentra la Antigua Secta de la Tumba. 
Ahí es salvado por Xiao Long Nü, una misteriosa doncella de origen desconocido que se convierte en su aprendiz, ambos viven juntos en la tumba durante muchos años hasta que Yang Guo crece. Pronto ambos desarrollan sentimientos románticos el uno por el otro, sin embargo su romance es prohibido por las normas prevalecientes del "Jianghu o Wulin" (la comunidad de artistas marciales). 
A lo largo del tiempo, su amor se encuentra con varias pruebas, como los malentendidos que amenazan con separarlos y su encuentro con Gongsun Zhi, un hombre con el que Long Nü casi se casa. Finalmente después de reunirse y casarse, Long Nü deja a Yang Guo nuevamente, al creer erróneamente que no podía recuperarse después de haber ingerido un veneno fatal y promete reunirse con él 16 años después. Mientras Yang Guo vaga solo por el jianghu, se encuentra con varios artistas marciales formidables y un cóndor gigante, quienes lo ayudan a mejorar sus habilidades al entrenar con ellos.
Gradualmente sus aventuras lo convierten en un héroe valeroso y en uno de los artistas marciales más poderosos de su tiempo, sirviendo a su tierra natal ayudando a los Chinos Han del Imperio Song a resistir a los invasores del Imperio Mongol.
Finalmente se reúne con su verdadero amor Long Nü y se van para vivir el resto de sus vidas en reclusión después de recibir elogios y bendiciones del "Wulin".

## Reparto

### Personajes principales
| Actor                    | Personaje            | Número de episodios | Notas |
| ------------------------ | -------------------- | ------------------- | ----- |
| Chen Xiao Leo Wu         | Yang Guo / Yang Kang | 52                  |       |
| Michelle Chen Zhang Zimu | Xiao Long Nü         | 52                  |       |

### Personajes secundarios

#### Familia de Guo y conocidos
| Actor                   | Personaje   | Número de episodios | Notas |
| ----------------------- | ----------- | ------------------- | ----- |
| Zheng Guolin            | Guo Jing    | -                   |       |
| Yang Mingna             | Huang Rong  | -                   |       |
| Mao Xiaotong Jiang Yiyi | Guo Fu      | -                   |       |
| Zhang Xueying           | Guo Xiang   | -                   |       |
| Cui Zhengbang           | Guo Polu    | -                   |       |
| Elvis Han Fang Yangfei  | Wu Xiuwen   | -                   |       |
| Zhang Chao Zhang Yijie  | Wu Dunru    | -                   |       |
| Zhang Zhehan            | Yelü Qi     | -                   |       |
| Ma Yingqiao             | Yelü Yan    | -                   |       |
| Wang Shuang             | Wanyan Ping | -                   |       |
| Huang Yi                | Feng Heng   | -                   |       |

#### The Greats
| Actor           | Personaje        | Número de episodios | Notas |
| --------------- | ---------------- | ------------------- | ----- |
| Zhou Dehua      | Zhou Botong      | -                   |       |
| Christopher Lee | Huang Yaoshi     | -                   |       |
| Yin Xiaotian    | Hong Qigong      | -                   |       |
| Zong Fengyan    | Ouyang Feng      | -                   |       |
| Ji Chen         | Reverendo Yideng | -                   |       |

#### Imperio Mongol
| Actor          | Personaje               | Número de episodios | Notas |
| -------------- | ----------------------- | ------------------- | ----- |
| Zhang Tianyang | Huo Du                  | -                   |       |
| Daiding        | Da'erba                 | -                   |       |
| Xie Ning       | Meng Ge                 | -                   |       |
| Zhu Zixiao     | Hu Bi Lie / Kublai Khan | -                   |       |
| Meng Fei       | Yelü Chu Cai            | -                   |       |
| Rong Yaozhong  | Yin Ke Xi               | -                   |       |
| Ruan Weijing   | Xiao Xiang Zi           | -                   |       |
| Yang Long      | Ni Mo Xing              | -                   |       |
| Kang Lei       | Ma Guang Zuo            | -                   |       |
| Heizi          | Jin Lun Guo Shi         | -                   |       |

#### Valle Passionless
| Actor       | Personaje    | Número de episodios | Notas |
| ----------- | ------------ | ------------------- | ----- |
| Qiu Xinzhi  | Gongsun Zhi  | -                   |       |
| Zhang Qian  | Qiu Qianchi  | -                   |       |
| Wu Jingjing | Gongsun Lü'e | -                   |       |
| Jian Renzi  | Rou'er       | -                   |       |

#### Secta de la Tumba Antigua
| Actor       | Personaje    | Número de episodios | Notas                                                                             |
| ----------- | ------------ | ------------------- | --------------------------------------------------------------------------------- |
| Zhang Xinyu | Li Mo Chou   | -                   |                                                                                   |
| Dong Xuan   | Lin Chaoying | -                   |                                                                                   |
| Shao Min    | Abuela Sun   | -                   |                                                                                   |
| Cao Xinyue  | Hong Lingbo  | -                   |                                                                                   |
| Luo Wenbo   | -            | -                   | Es el aprendiz de Lin Chaoying, así como el maestro de Xiao Long Nu y Li Mo Chou. |

#### Familia Lu
| Actor                   | Personaje   | Número de episodios | Notas |
| ----------------------- | ----------- | ------------------- | ----- |
| Zhao Hanyingzi Chai Wei | Cheng Ying  | -                   |       |
| Sun Yaoqi Hu Shun'er    | Lu Wushuang | -                   |       |
| Chen Xiang              | Lu Zhanyuan | -                   |       |
| Deng Sha                | He Yuanjun  | -                   |       |

#### Secta Quanzhen
| Actor        | Personaje      | Número de episodios | Notas                                                       |
| ------------ | -------------- | ------------------- | ----------------------------------------------------------- |
| Shen Baoping | Qiu Chuji      | -                   |                                                             |
| Wang Maolei  | Zhao Zhijing   | -                   | Es el maestro de Yang Guo, a quien en ocasiones discrimina. |
| Song Yang    | Zhen Zhibing   | -                   |                                                             |
| Yan Yikuan   | Wang Chongyang | -                   | Es un taoísta chino.                                        |
| Ding Yu Chen | Shen Dao Shi   | -                   |                                                             |
| Luo Wei Cong | Lu Qing Du     | -                   |                                                             |

#### Discípulos de Huang Yaoshi
| Actor                    | Personaje     | Número de episodios | Notas |
| ------------------------ | ------------- | ------------------- | ----- |
| Yao Yichen               | Chen Xuanfeng | -                   |       |
| Yang Rong                | Mei Chaofeng  | -                   |       |
| Hou Jingjian (Rocky Hou) | Feng Mofeng   | -                   |       |

### Otros personajes
| Actor         | Personaje           | Número de episodios | Notas                                 |
| ------------- | ------------------- | ------------------- | ------------------------------------- |
| Li Shipeng    | Qiu Qianren / Ci'en | -                   |                                       |
| Zhao Kunpeng  | Wu Santong          | -                   |                                       |
| Zhang Yameng  | Wu Sanniang         | -                   |                                       |
| Guo Yuhan     | Shagu               | -                   |                                       |
| Deng Limin    | Ke Zhen'e           | -                   |                                       |
| Yi Kun        | Lu Guanying         | -                   |                                       |
| Liu Ye        | Cheng Yaojia        | -                   |                                       |
| Li Yilin      | Zhu Ziliu           | -                   |                                       |
| Zhu Rongrong  | Möngke Khan         | -                   |                                       |
| Wang Yuzheng  | Lu Youjiao          | -                   |                                       |
| Sun Xinhong   | He Shiwo            | -                   |                                       |
| Chen Tingjia  | Du Xuelian          | -                   | Es la cuñada de Ouyang Feng.          |
| Hu Pu         | Fan Yiweng          | -                   |                                       |
| Hou Jianglong | -                   | -                   | Es un monje indio.                    |
| Ren Xihong    | Shi Da              | -                   |                                       |
| Zhao Haiying  | Shi Er              | -                   |                                       |
| Shi Puzhou    | Shi San             | -                   |                                       |
| Niu Wenbo     | Shi Si              | -                   |                                       |
| Feng Mingjing | Shi Wu              | -                   |                                       |
| Xu Zhanwei    | Datougui            | -                   |                                       |
| Zhang Luhua   | Shashengui          | -                   |                                       |
| Du Guanru     | Taozhaigui          | -                   |                                       |
| Peng Yong     | Wuchanggui          | -                   |                                       |
| Yu Xiaochen   | Baicaoxian          | -                   |                                       |
| Shi Zhenlong  | Renchuzi            | -                   |                                       |
| Lü Yang       | Gourou Toutuo       | -                   |                                       |
| Tan Limin     | Abadesa Shengyin    | -                   |                                       |
| Wen Wen       | Xiaocui             | -                   | Es la amante secreta de Zhao Zhijing. |
| Xing Qiqi     | Li Zhichang         | -                   |                                       |

### Apariciones especiales
| Actor         | Personaje          | Número de episodios | Notas |
| ------------- | ------------------ | ------------------- | --- |
| Yan Yikuan    | Wang Chongyang     | -                   | Es un taoísta chino y uno de los fundadores de la Escuela Quanzhen en el siglo XII durante la dinastía Jin. |
| Dong Xuan     | Lin Chaoying       | -                   | |
| Zhao Liying   | Mu Nianci          | -                   | Es el interés romántico del antagonista, Yang Kang, y la madre de Yang Guo.                                 |
| Chen Xiang    | Lu Zhanyuan        | -                   | |
| Deng Sha      | He Yuanjun         | -                   | |
| Yang Rong     | Mei Chaofeng       | -                   | Es una de las discípulos de Huang Yaoshi.                                                                   |
| Huang Yi      | Feng Heng          | -                   | |
| Zhang Danfeng | Dugu Qiubai        | -                   | |
| Qin Lan       | Hexiang            | -                   | Es la esposa de Dugu Qiubai.                                                                                |
| Zhang Meng    | Mingyue / Liu Ying | -                   | |
| Zhu Zixiao    | Kublai Khan        | -                   | |
| Chen Zihan    | Qiuyinong          | -                   | Es la amante de Hong Qigong.                                                                                |
| Huang Ming    | Long Jiu           | -                   | Es el aprendiz junior de Jinlun Guoshi.                                                                     |

## Episodios
La serie estuvo conformada por 52 episodios, los cuales fueron emitidos todos los miércoles y jueves a las 22:00hrs. a través de Hunan TV.

## Música
El soundtrack de la serie estuvo conformada por 4 canciones:
Las músicas de inicio fue "Splendid Grandeur" de Jason Zhang, mientras que la música de cierre fue "You and Me"  interpretada por Chen Xiao y Michelle Chen.
| No. | Artista (as)              | Canción                    | Notas              |
| --- | ------------------------- | -------------------------- | ------------------ |
| 1   | Jason Zhang               | "Splendid Grandeur" (浩瀚) | (música de inicio) |
| 2   | Chen Xiao y Michelle Chen | "You and Me" (你我)        | (música de cierre) |
| 3   | Chen Xiang y Zhang Xinyu  | "Ask the World" (问世间)   | -                  |
| 4   | Chen Xiao y Liu Xin       | "Sixteen Years"            | -                  |

## Producción
Estuvo basada en la novela "The Return of the Condor Heroes"  de Jin Yong, con material adicional de su novela anterior, "The Legend of the Condor Heroes".
La serie fue dirigida por Lee Wai-chu, Deng Wei'en y Lee Tat-chiu, y producida por Yu Zheng junto a Ma Tian, Wan Yang y Yang Lihui. Zheng también fungió como director creativo y escritor. Mientras que la producción ejecutiva estuvo a cargo de Bi Nengjin y Chen Wen.
También contó con el compositor Tan Xuan, mientras que la cinematografía fue realizada por Ye Yunyuan, Jiang Hongmin y Liang Baoquan, y la edición por Zheng Weiming y Liu Xiang.
La serie contó con el apoyo de las compañías de producción "Cathay Media" y "Yu Zheng Studio" y fue distribuida por Yang Le y Shen Wei.

### Distribución internacional
- - Channel 7: 4 de octubre de 2017.